# Robert D. Anderson
Robert David Anderson (* 1942 in Cardiff) ist ein britischer Historiker. Er arbeitet vor allem auf dem Gebiet der Bildungsgeschichte.

## Leben und Wirken
Robert D. Anderson lehrte an der University of Glasgow und ab 1969 an der University of Edinburgh. Dort war er ab 1988 Professor für Geschichte der Neuzeit und von 1997 bis 2002 Dekan der Fakultät.
Er ist Fellow der Royal Society of Edinburgh.

## Schriften
- Education in France. 1848–1870. Clarendon, Oxford 1975, ISBN 0-19-827311-8.
- France 1870–1914. Politics and society. Routledge & Kegan, London 1977, ISBN 0-7100-8575-3. Neuauflage: 1984, ISBN 0-7102-0175-3.
- Education and opportunity in Victorian Scotland. Schools and Universities. Clarendon, Oxford 1983, ISBN 0-19-822696-9. Neuauflage: University Press, Edinburgh 1989, ISBN 0-85224-617-X.
- The Student Community at Aberdeen. 1860–1939. Aberdeen University Press, Aberdeen 1988, ISBN 0-08-036588-4.
- Universities and elites in Britain since 1800. Macmillan, Houndmills 1992, ISBN 0-333-52434-9. Neuauflage: Cambridge University Press, Cambridge 1995, ISBN 0-521-55275-3.
- Education and the Scottish people. 1750–1918. Clarendon, Oxford 1995, ISBN 0-19-820515-5.
- European universities from the Enlightenment to 1914. Oxford University Press 2004, ISBN 0-19-820660-7. Neuauflage 2010.
- mit Michael Lynch, Nicholas Phillipson: The University of Edinburgh. An illustrated history. Edinburgh University Press, Edinburgh 2003, ISBN 0-7486-1645-4.
- British universities past and present. Hambledon Continuum, London 2006, ISBN 1-85285-347-6.
- Mitarbeit an Michael Lynch (Hrsg.): The Oxford Companion to Scottish History. Cornelsen, Berlin 2007, ISBN 978-3-06-800557-6.[2]